# Myosotis azorica
Myosotis azorica (лат.) — многолетнее травянистое растение, вид рода Незабудка (Myosotis) семейства Бурачниковые (Boraginaceae). Эндемик Азорских островов.  

## Описание

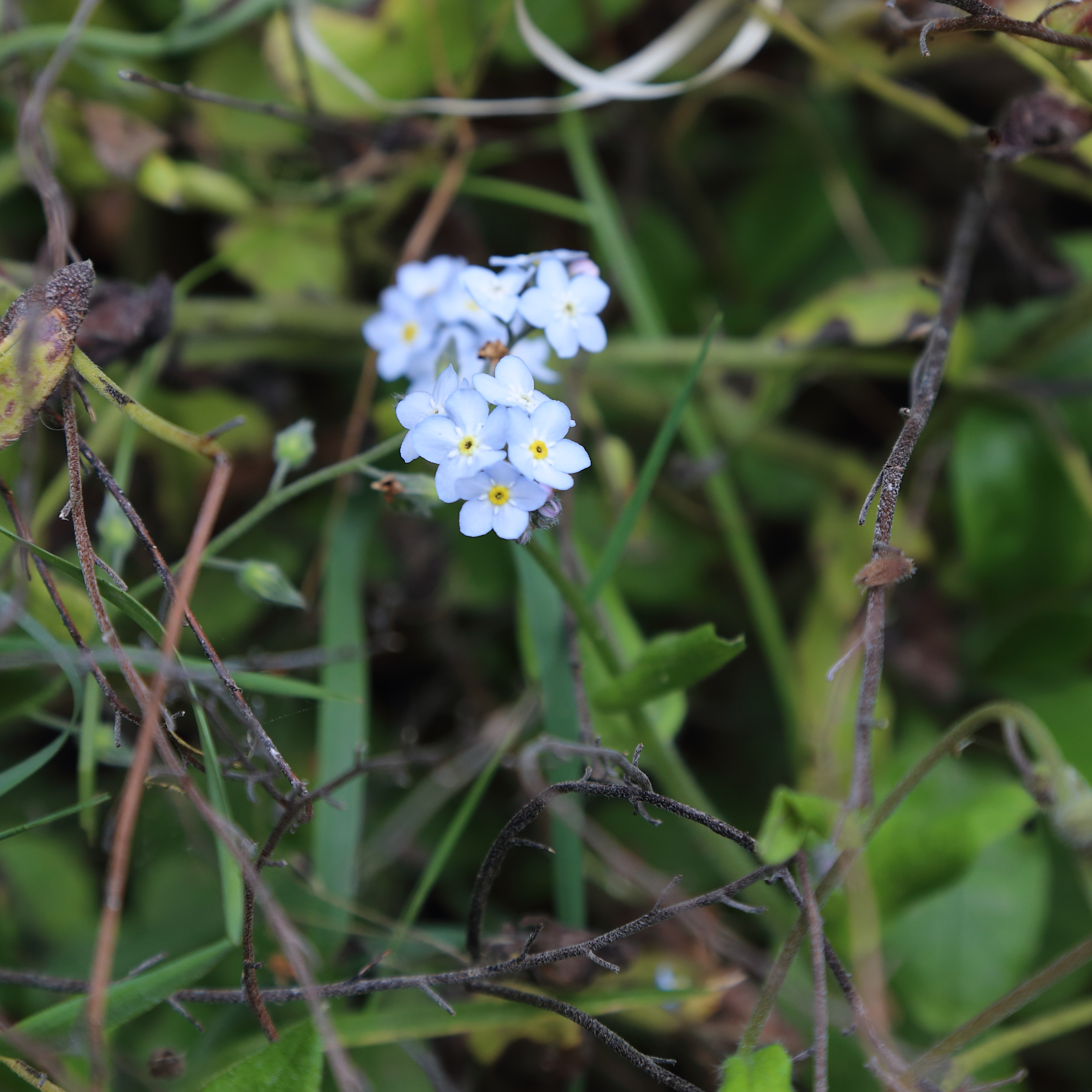
Цветки M. azorica

Myosotis azorica — многолетнее травянистое растение. Стебли полегающие высотой до 30 см. Листья ланцетные, охватывающие стебель, с многочисленными мягкими гибкими волосками. Цветки располагаются в «скорпиовидных соцветиях», т. е. на спирально изогнутых стеблях, напоминающих хвост скорпиона или полуразвёрнутый рахис папоротника. Цветки тёмно-сине-фиолетовые с жёлтым центром.

## Ареал и местообитание
Эндемик Азорских островов. Встречается только на самых западных островах Флореш и Корву. Последние дикие популяции на Флореше недавно вымерли. Сообщения с других островов Азорских островов путают с родственным видом Myosotis maritima, строго прибрежным видом. M. azorica растёт около водопадов, на мокрых скалах и на влажных лугах на высоте более 500 м над уровнем моря. Естественный ареал вида охватывает менее 15 км², а общее количество особей оценивается менее чем в 50, поэтому вид уязвим.